# Los lobos del águila
Los lobos del águila (título original: The Eagle and the Wolves) es el cuarto libro de la serie Águila, de Simon Scarrow. Esta saga narra las peripecias de dos centuriones, Cato y Macro, en las legiones del Imperio Romano a mediados del siglo I d. C.

## Argumento
Las legiones del general Aulo Plautio continúan su campaña de conquista de Britania ante la resistencia del líder britano Carataco y una coalición de tribus que lo apoyan.
La Legio II Augusta, bajo el mando del legado Vespasiano, lleva a cabo su misión separada del cuerpo del ejército en territorio de sus aliados atrébates.
Uno de los peligros a que se enfrentan las legiones, es el continuo ataque que sufren sus líneas de abastecimiento por parte de los durotriges, aliados de Carataco, por lo que los centuriones Cato y Macro (convalecientes de sus heridas) reciben la misión de entrenar dos cohortes auxiliares de atrébates para proteger la retaguardia romana. Las dos cohortes, los Lobos y los Jabalíes, deberán también proporcionar protección al rey atrébate Verica y a su capital, Calleva.
Pero los dos protagonistas deberán también hacer frente a las conjuras internas entre los propios atrébates, los cuales están divididos entre los que desean mantener la alianza con Roma y los que creen que deberían unirse a Carataco y luchar por una Britania libre de romanos.